# Ехловец
Ехловец (мкд. Ехлоец) је насеље у Северној Македонији, у западном делу државе. Ехловец припада општини Кичево.

## Географија
Насеље Ехловец је смештено у западном делу Северне Македоније. Од најближег већег града, Кичева, насеље је удаљено 25 km западно.
Ехловец припада историјској области Горња Копачка. Село је положено високо, на источним висовима планине Стогово, док се ка истоку тло спушта у долину реке Треске, која овде тече највишим делом свог тока. Надморска висина насеља је приближно 1.040 метара.
Клима у насељу је планинска због знатне надморске висине.

## Становништво
Ехловец је према последњем попису из 2002. године имао 20 становника.
Већинско становништво су етнички Македонци (100%).
Претежна вероисповест месног становништва је православље.